# Longeaux
Longeaux é uma comuna francesa na região administrativa de Grande Leste, no departamento de Meuse. Estende-se por uma área de 7,49 km². Em 2010 a comuna tinha 232 habitantes (densidade: 31 hab./km²).